# تشيزاري روبيني
تشيزاري روبيني (بالإيطالية: Cesare Rubini) مواليد 02 نوفمبر 1923 في ترييستي - الوفاة 08 فبراير 2011، كان لاعب كرة سلة إيطالي أصبح مدرباً. شارك في مسابقة كرة السلة في الألعاب الأولمبية الصيفية.

## الميداليات
| الميدالية | المسابقة                         |
| --------- | -------------------------------- |
| ذهبية     | الألعاب الأولمبية الصيفية 1948   |
| برونزية   | الألعاب الأولمبية الصيفية 1952   |
| فضية      | بطولة أمم أوروبا لكرة السلة 1946 |

## روابط خارجية
- تشيزاري روبيني على موقع قاعة مشاهير السباحة العالمية (الإنجليزية)
- تشيزاري روبيني على موقع الاتحاد الدولي لكرة السلة (الإنجليزية)
- تشيزاري روبيني على موقع اللجنة الأولمبية الدولية (الإنجليزية)
- تشيزاري روبيني على موقع أوليمبيديا (الإنجليزية)
- تشيزاري روبيني على موقع اللجنة الأولمبية الإيطالية (الإيطالية)